# تومي ديفيد
تومي ديفيد (بالإنجليزية: Tom David)‏ هو لاعب دوري الرغبي بريطاني، ولد في 2 أبريل 1948 في Pontypridd ‏ في المملكة المتحدة.